# Vespermäuse
Die Vespermäuse (Calomys) sind eine in Südamerika lebende Nagetiergattung aus der Gruppe der Neuweltmäuse. Sie umfassen 12 Arten.
Es sind sehr häufige Tiere von typischer Mäuseform. Die Kopfrumpflänge beträgt je nach Art 6 bis 12 Zentimeter, hinzu kommen 3 bis 9 Zentimeter Schwanz. Die Ohren sind auffällig vergrößert, die Beine schlank, der Schwanz nur mit wenigen Haaren versehen.
Die Lebensräume, in denen Vespermäuse vorkommen, sind Gras- und Buschland sowie Waldränder. Im tropischen Regenwald fehlen sie. Nachts werden sie aktiv und streifen dann in großer Zahl durch die Flur. Einige Arten dringen auch in Scheunen, Ställe und Keller ein. Sie sind Allesfresser, die vorwiegend pflanzliches Material, aber auch Insekten zu sich nehmen.
Die Anzahl der Arten ist umstritten. Wilson & Reeder (2005) listen folgende zwölf Arten:
- Calomys boliviae lebt in Westbolivien und Nordargentinien.
- Calomys callidus ist in Argentinien und Paraguay beheimatet.
- Calomys callosus kommt in Ostbolivien, dem mittleren und südlichen Brasilien, Paraguay und Nordargentinien vor.
- Küsten-Vespermaus (Calomys chinchilico) aus dem Südwesten von Peru wurde im Jahr 2014 erstbeschrieben.
- Calomys expulsus bewohnt das mittlere Brasilien.
- Calomys hummelincki lebt in Kolumbien, Venezuela und auf den Niederländischen Antillen.
- Kleine Vespermaus (Calomys laucha) ist von Südbolivien und Brasilien bis Argentinien verbreitet.
- Calomys lepidus kommt von Peru bis Nordchile und Nordargentinien vor.
- Calomys musculinus ist von Bolivien bis ins südliche Argentinien verbreitet.
- Calomys sorellus bewohnt nur die peruanischen Anden.
- Calomys tener ist aus Ostbolivien, Südostbrasilien und Nordargentinien bekannt. Das genaue Verbreitungsgebiet ist unklar.
- Calomys tocantinsi bewohnt das mittlere Brasilien.
- Calomys venustus lebt im westlichen Argentinien.

Keine der Arten ist laut IUCN bedroht.